# غابة المرادية
غابة المرادية أو غابة الأطلس هي غابة تقع في المرادية بولاية الجزائر، تدار من قبل مديرية الغابات والحزام الأخضر لولاية الجزائر تحت إشراف المديرية العامة للغابات.

## التاريخ
تمتد على طول شارع سويداني بوجمعة، كانت تسمى بغابة بولونيا قبل استقلال الجزائر في عام 1962، بعد الاستقلال تم تغيير اسمها إلى غابة الأطلس. وهي عبارة عن غابة صنوبر عمرها حوالي قرن تخضع لسلطة رئيس الجمهورية الجزائرية، تحتوي على عدة أنواع من الأشجار، منها الصنوبر الثمري والحلبي وأوكالبتوس والزيتون.

## التشجير
الغابة ضمن خطة التشجير الوطنية، التي تعمل على توسيعها حتى تبلغ مساحتها حوالي 30 هكتار (74 أكر) لرفع مستوى المساحة الطبيعية وأماكن الاستراحة والترفيه في الجزائر.

## موقع والمساحة
تقع غابة المرادية على بعد 18 كم شرق الجزائر، و 70 كم شرق تيبازة و 4 كم من البحر الأبيض المتوسط، تقع في بلدية المرادية، وتغطي 23 هكتار (57 أكر).

## روابط خارجية
- Réserve de chasse de Zéralda (RCZ)
- Centre cynégénétique de Zéralda (CCZ)
- Institut national de recherche forestière (INRF)
- Ministère de l'Agriculture et du Développement rural نسخة محفوظة 19 نوفمبر 2016 على موقع واي باك مشين.
- Ministère de l'Enseignement supérieur et de la Recherche scientifique نسخة محفوظة 25 أغسطس 2013 على موقع واي باك مشين.